# Wereldkampioenschap voetbal 2010 groep A
De wedstrijden in Groep A van het Wereldkampioenschap voetbal 2010 zullen worden gespeeld van 11 juni 2010 tot en met 22 juni 2010. De groep bestaat uit het gastland Zuid-Afrika, Mexico, Uruguay, en Frankrijk.
In de FIFA-wereldranglijst van voor het WK 2010 stond Frankrijk op de 9e plaats, Uruguay op de 16e plaats, Mexico op de 17e plaats en Zuid-Afrika op de 83e plaats.
De winnaar van Groep A speelt tegen de nummer 2 van Groep B. De nummer 2 van deze groep speelt tegen de winnaar van Groep B.
Opmerkelijk is dat groep 1 bijna hetzelfde is tijdens het Wereldkampioenschap voetbal 1966 ; Uruguay, Frankrijk en Mexico plus het gastland in dat geval was het Engeland.
De winnaar van groep A, Uruguay, speelt tegen de nummer 2 van Groep B, Zuid-Korea. De nummer 2 van groep A, Mexico, speelt tegen de winnaar van groep B, Argentinië.

## Eindstand
| Land        | Win | Gel | Ver | DV | DT | +/- | Pnt |
| ----------- | --- | --- | --- | -- | -- | --- | --- |
| Uruguay     | 2   | 1   | 0   | 4  | 0  | 4   | 7   |
| Mexico      | 1   | 1   | 1   | 3  | 2  | 1   | 4   |
| Zuid-Afrika | 1   | 1   | 1   | 3  | 5  | -2  | 4   |
| Frankrijk   | 0   | 1   | 2   | 1  | 4  | -3  | 1   |

|                    |                |                  |             |                                                                                               |
| 11 juni 2010 16:00 | Zuid-Afrika    | 1 – 1            | Mexico      | Soccer City, Johannesburg Toeschouwers: 84.490 Scheidsrechter: Ravshan Irmatov ( Oezbekistan) |
| 11 juni 2010 16:00 | Tshabalala 55' | Wedstrijdverslag | 79' Márquez | Soccer City, Johannesburg Toeschouwers: 84.490 Scheidsrechter: Ravshan Irmatov ( Oezbekistan) |

|                    |                  |       |           |                                                                                           |
| 11 juni 2010 20:30 | Uruguay          | 0 – 0 | Frankrijk | Groenpuntstadion, Kaapstad Toeschouwers: 64.100 Scheidsrechter: Yuichi Nishimura ( Japan) |
| 11 juni 2010 20:30 | Wedstrijdverslag |       |           | Groenpuntstadion, Kaapstad Toeschouwers: 64.100 Scheidsrechter: Yuichi Nishimura ( Japan) |

|                    |             |                  |                                         | |
| 16 juni 2010 20:30 | Zuid-Afrika | 0 – 3            | Uruguay                                 | Loftus Versfeld Stadion, Pretoria Toeschouwers: 42.658 Scheidsrechter: Massimo Busacca ( Zwitserland) |
| 16 juni 2010 20:30 |             | Wedstrijdverslag | 23', 80' (pen.) Forlán 90+5' Á. Pereira | Loftus Versfeld Stadion, Pretoria Toeschouwers: 42.658 Scheidsrechter: Massimo Busacca ( Zwitserland) |

|                    |           |                  |                                 | |
| 17 juni 2010 20:30 | Frankrijk | 0 – 2            | Mexico                          | Peter Mokaba Stadion, Polokwane Toeschouwers: 35.370 Scheidsrechter: Khalil Al Ghamdi ( Saoedi-Arabië) |
| 17 juni 2010 20:30 |           | Wedstrijdverslag | 64' Hérnandez 79' (pen.) Blanco | Peter Mokaba Stadion, Polokwane Toeschouwers: 35.370 Scheidsrechter: Khalil Al Ghamdi ( Saoedi-Arabië) |

|                    |        |                  |            | |
| 22 juni 2010 16:00 | Mexico | 0 – 1            | Uruguay    | Royal Bafokeng Stadion, Rustenburg Toeschouwers: 33.425 Scheidsrechter: Viktor Kassai ( Hongarije) |
| 22 juni 2010 16:00 |        | Wedstrijdverslag | 43' Suárez | Royal Bafokeng Stadion, Rustenburg Toeschouwers: 33.425 Scheidsrechter: Viktor Kassai ( Hongarije) |

|                    |             |                  |                        |                                                                                           |
| 22 juni 2010 16:00 | Frankrijk   | 1 – 2            | Zuid-Afrika            | Vrystaatstadion, Bloemfontein Toeschouwers: 39.415 Scheidsrechter: Óscar Ruiz ( Colombia) |
| 22 juni 2010 16:00 | Malouda 70' | Wedstrijdverslag | 20' Khumalo 37' Mphela | Vrystaatstadion, Bloemfontein Toeschouwers: 39.415 Scheidsrechter: Óscar Ruiz ( Colombia) |